# Aeropuerto Internacional Guaraní

i7
i11
i13
Aeropuerto Internacional Guaraní ist ein internationaler Flughafen nahe der Stadt Ciudad del Este in Paraguay. Er ist der zweitgrößte Flughafen des Landes, nach dem Aeropuerto Internacional Silvio Pettirossi.
Der Flughafen wurde 1993 als Erweiterung des ehemaligen Flugplatzes Alejo García erbaut. Benannt wurde er nach dem gleichnamigen indigenen Volk.
Internationaler Fracht- und  Linienflug bestehen seit 1996. Der Flughafen liegt rund 25 Kilometer westlich des Zentrums von Ciudad del Este an der Schnellstraße 7 im Departamento Alto Paraná.